# Schweizerische Lehrerinnen-Zeitung
Die Schweizerische Lehrerinnen-Zeitung war eine Schweizer Zeitschrift für Lehrerinnen, die von 1896 bis 1982 vom Schweizerischen Lehrerinnenverein herausgegeben wurde, ehe sie in der Zeitschrift Bildung Schweiz aufging.
Zweck der Zeitschrift war nach Angabe der Schweizerischen Nationalbibliothek «das Pflegen eines Zusammengehörigkeitsgefühls zwischen den Schweizer Lehrerinnen.»
Erste Chefredaktorin war Emma Rott von 1896 bis 1904. Die langjährige Präsidentin des Schweizerischen Lehrerinnenvereins Emma Graf leitete die Redaktion von 1904 bis 1913. Die Frauenrechtspionierin Laura Wohnlich übernahm die Redaktion 1913 und leitete sie bis 1938. Die Schriftstellerin Olga Meyer übernahm das Amt von 1938 bis 1954. Milly Enderlin folgte ihr und leitete die Redaktion bis 1979. Letzte Redaktorin der Zeitung war Rosmarie Kull-Schlappner von 1979 bis 1982.
Ab den 1950er Jahren stand Magda Werder den Mitgliedern der Redaktionskommission als Präsidentin vor.